# Henning Vöpel

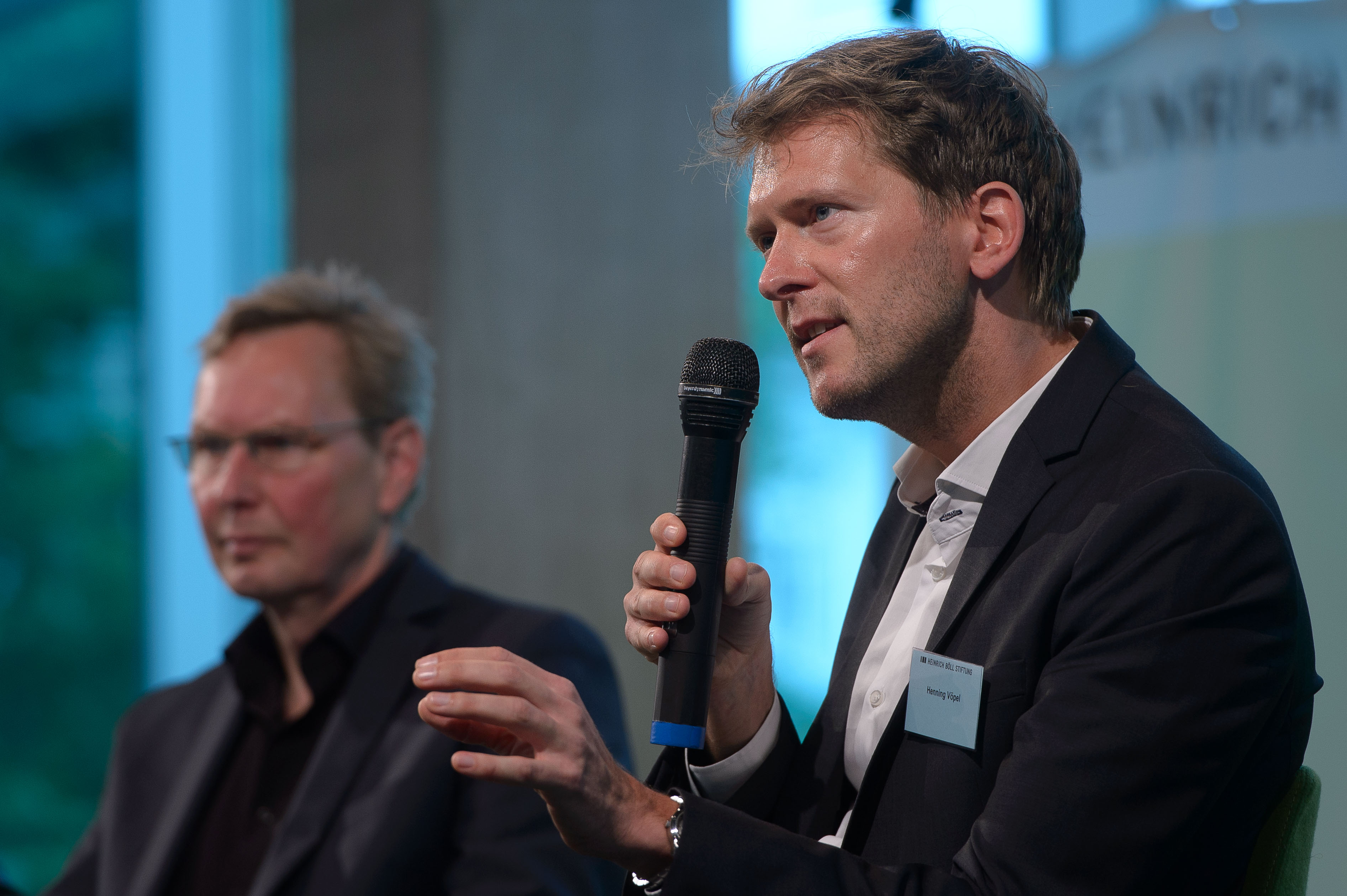
Henning Vöpel (rechts) und der Journalist Hannes Koch (2015)

Henning Vöpel (* 13. Oktober 1972 in Hamburg) ist ein deutscher Ökonom und Hochschullehrer.

## Leben
Vöpel studierte Volkswirtschaftslehre an der Universität Hamburg. Von 1999 bis 2004 arbeitete Vöpel als wissenschaftlicher Mitarbeiter am Institut für Außenhandel und Wirtschaftsintegration der Universität Hamburg. Im Jahr 2003 promovierte er dort zum Dr. rer. pol. bei Vinzenz Timmermann mit einer Dissertationsarbeit über die „Stabilisierungswirkungen der Geldpolitik – Eine theoretische und empirische Analyse“. Anschließend gründete er die Unternehmensberatung EconView, bei der er zwei Jahre als Geschäftsführer tätig war.
Von 2006 bis 2014 war Vöpel wissenschaftlicher Mitarbeiter im Hamburgischen WeltWirtschaftsInstituts  (HWWI) und leitete dort das Themenfeld „Gesundheits- und Sportökonomik“. Von 2014 bis 2021 war er Direktor und Geschäftsführer des HWWI und folgte in dieser Position Thomas Straubhaar nach.
Im Jahr 2006 nahm Vöpel zweimal an der sogenannten „Gemeinschaftsdiagnose“ der führenden Wirtschaftsforschungsinstitute im Auftrag der deutschen Bundesregierung teil. In den Jahren 2009 und 2015 verbrachte er auf Einladung des US-amerikanischen Department of State jeweils im Rahmen des International Visitor Leadership Program (IVLP) einen Aufenthalt unter anderem in Washington, D.C., New York City, San Francisco und Boston.
Seit Oktober 2021 ist er Direktor des Centrums für Europäische Politik (cep), einer ordnungspolitischen Denkfabrik mit Sitz in Freiburg, Berlin, Paris und Rom. Im Januar 2022 wurde er auf Vorschlag des vorherigen Vorstandsvorsitzenden Lüder Gerken zum alleinigen Vorstand der Stiftung Ordnungspolitik berufen.
Außerdem lehrt er seit Oktober 2021 als Professor für Volkswirtschaftslehre an der BSP Business & Law School Berlin. Zuvor lehrte er von 2010 bis 2021 an der HSBA Hamburg School of Business Administration. Von 2014 bis Oktober 2021 war er Direktor und Geschäftsführer des Hamburgischen WeltWirtschaftsInstituts (HWWI).
Seine Forschungs- und Themenschwerpunkte sind Konjunkturanalyse, Geld- und Währungspolitik, Globalisierung und Digitalökonomie. Außerdem ist Vöpel als Experte für Sportökonomie bekannt.

## Sonstige Tätigkeiten
Vöpel ist Moderator der Sendung „Hamburg 4.0 – Ideen. Impulse. Innovationen“ bei dem Hamburger TV-Sender Hamburg 1 und Mitbegründer des Hammerbrooklyn.DigitalCampus sowie Co-Gastgeber des Podcasts „Stunde Null – digitale Zeitenwende“. Vöpel tritt regelmäßig als Experte in den verschiedenen Medien auf und wird als sogenannter Keynote-Speaker gebucht.

## Publikationen (Auswahl)
- disruption. Neuvermessung einer ver-rückten Welt, ISBN 978-3-7504-3614-5, Hamburg, 2020.
- mit M. Cotterell, J. Quitzau: Strategie 2030 – Staatsschulden, HWWI & Berenberg Bank (Hrsg.), Hamburg, 2019
- Wie künstliche Intelligenz die Ordnung der Wirtschaft revolutioniert, Wirtschaftsdienst, 98. Jahrgang, 2018, (11), S. 828–830.
- mit A. Wolf: Regionalwirtschaftliche Resilienz in Zeiten strukturellen Wandels, Ausgabe 2/2018 der Wirtschaftspolitischen Blätter (Wirtschaftskammer Österreich).
- Grenzenlose Verantwortung: zur Moral und Ökonomik der Flüchtlingskrise. In: A. Fuhrer, C. Nawrocki (Hrsg.): Schaffen wir das?: Ein Plädoyer für mehr Offenheit in der Flüchtlingspolitik. Lau-Verlag & Handel KG, Reinbek 2016, ISBN 978-3-95768-179-9, S. 89–96.
- Stabilität und institutionelles Design einer nichtoptimalen Währungsunion: spieltheoretische Bedingungen für eine Lösung der Euro-Krise, DIW Berlin, Vierteljahrshefte zur Wirtschaftsforschung, 82, (2/2013), 61–75.
- mit M. Berlemann: Tournament Incentives and Asset Price Bubbles: Evidence from a Field Experiment, Economics Letters, 115, (2), 232–235, 2012
- mit G. Geyer, J. Pimpertz, T.Straubhaar: Wachstum und Beschäftigung im Gesundheitswesen. Beschäftigungswirkungen eines modernen Krankenversicherungssystems (= Beiträge zum Gesundheitsmanagement. Band 14), Nomos Verlagsgesellschaft, Baden-Baden 2006, ISBN 3-8329-1970-8.
- Stabilisierungswirkungen der Geldpolitik – Eine theoretische und empirische Analyse. Peter Lang Verlag (Hrsg.), Frankfurt am Main 2004, ISBN 3-631-52572-9 (zugleich Dissertation).

## Mandate
- Seit September 2020: Vorsitz des MV-Zukunftsrates, zusammen mit Franziska Tanneberger[13]
- Seit Juni 2020: Vorsitzender des Wissenschaftlichen Beirats des BVMW[14]